# L'Agent secret (film, 2025)
Pour les articles homonymes, voir Agent secret (homonymie).
Pour plus de détails, voir Fiche technique et Distribution.
L'Agent secret (O Agente Secreto) est un film brésilien écrit et réalisé par Kleber Mendonça Filho et sorti 2025. Annoncé comme un thriller politique se déroulant dans les années 70 dans la ville de Recife au Brésil, il met en scène Wagner Moura, Gabriel Leone, Maria Fernanda Candido et Udo Kier.
Le film est présenté en compétition officielle au Festival de Cannes 2025. Il y remporte le prix de la mise en scène, le prix FIPRESCI, ainsi que le prix d'interprétation masculine pour Wagner Moura.

## Synopsis
En 1977, au Brésil, Marcelo, un homme d'une quarantaine d'années au passé obscur, arrive à Recife alors que la ville est en pleine effervescence carnavalesque. Il s'y rend pour retrouver son jeune fils et tenter de reconstruire sa vie. Cependant, son projet de renouveau est compromis lorsque les échos de son ancienne vie refont surface.

## Fiche technique
- Titre original : O Agente Secreto
- Titre français : L'Agent Secret
- Réalisation et scénario : Kleber Mendonça Filho
- Musique : Tomaz Alves Souza et Mateus Alves
- Décors : Thales Junqueira
- Costumes : Rita Azevedo
- Photographie : Evgenia Alexandrova
- Montage : Eduardo Serrano et Matheus Farias
- Production : Emilie Lesclaux, Kleber Mendonça Filho, Wagner Moura et Brent Travers
  - Coproduction : Sol Bondy, Fred Burle, Erik Glijnis, Leontine Petit et Olivier Père
- Sociétés de production : Arte France Cinéma, Black Rabbit Media, CinemaScópio Produções et Itapoan
- Sociétés de distribution : Vitrine Filmes (Brésil), Ad Vitam (France), Neon (États-Unis et Canada)[2]
- Pays de production :  Brésil (72,54%) /  France (27,46%)
- Langue originale : Portugais
- Format : couleur - 2.39 :1
- Genre : Drame, policier
- Durée : 158 minutes
- Dates de sortie :
  - France : 18 mai 2025 (Festival de Cannes 2025) ; 14 janvier 2026 (sortie nationale)[3]

## Distribution
- Wagner Moura : Marcelo
- Gabriel Leone (en) : Bobbi
- Maria Fernanda Candido : Elza
- Thomás Aquino (en) : Arlindo
- Udo Kier : Hans
- Hermila Guedes : Claudia
- Robério Diógenes : Euclides
- Ítalo Martins : Arlindo
- Igor de Araujo : Miguel
- Roney Villela : Augusto
- Carlos Francisco : Seu Alexandr
- Jamila Facury : Fatima
- Rubens Santos : Natalício
- Sebastiana de Medeiros : Dona Sebastiana

## Production
Le tournage débute au printemps 2024 et se déroule entre les villes de Recife et São Paulo au Brésil,,. C'est la quatrième fois que Kleber Mendonça Filho revient dans sa ville natale de Recife, après Les Bruits de Recife, Aquarius et le documentaire Portraits fantômes.

## Distinctions

### Récompenses
- Festival de Cannes 2025 :
  - Prix de la mise en scène pour Kleber Mendonça Filho
  - Prix d'interprétation masculine pour Wagner Moura
  - Prix FIPRESCI
  - Prix de l'AFCAE